# 6580 Philbland
6580 Philbland eller 1981 EW21 är en asteroid i huvudbältet som upptäcktes den 2 mars 1981 av den amerikanska astronomen Schelte J. Bus vid Siding Spring-observatoriet. Den är uppkallad efter britten Philip A. Bland.
Asteroiden har en diameter på ungefär 7 kilometer.